# Gamelis
Gamelis (Gamelii, Γαμήλιοι θεοί) són, a la mitologia grega, les divinitats protectores del matrimoni. Són cinc divinitats principals: Zeus, Hera, Afrodita, Peito, i Àrtemis, però de fet quasi tots els deus eren vistos com a protectors del matrimoni encara que aquestos cinc més particularment. Els atenencs tenien un mes anomenat Gamelion per aquestes divinitats. També hi havia un festival de la Gamèlia.